# Matthew Gideon
Matthew Gideon es un personaje ficticio del universo de Babylon 5. Él es el capitán de la nave Excalibur en la serie Crusade. Es interpretado por Gary Cole.

## Biografía
Matthew Gideon nació en 2226. Ingresó en la Fuerza Terrestre. Como tal sirvió como alférez en el destructor Cerberus en 2257, el cual fue destruido por una nave espacial militar misteriosa. Gideon fue el único sobreviviente, porque en ese momento estaba fuera de la nave haciendo reparaciones. Estando flotando ne el espacio y a punto de morir por falta de oxígeno, él fue rescatado más tarde por el tecnomago Galen mientras que él y los suyos volaron por el lugar para luego llevarlo otra vez a la civilización. Informó sobre lo ocurrido, pero se encubrió el asunto. Más tarde, Gideon estuvo al mando de varias naves espaciales, participó en muchas misiones de combate y adquirió experiencia en los primeros contactos. Más tarde fue capitán de una nave de exploración, que viajó con éxito durante varios años para explorar la galaxia. Su lugarteniente en la nave fue John Matheson.
En 2267, de camino a casa, él recibió la información del ataque de los Drakh contra la Tierra, en el que ellos infectaron la Tierra con una plaga viral. En pánico hubo un amotinamiento entre la tripulación causado por el miedo a volver a casa en esas circunstancias. Después de acabar con él, él se encargó que la nave no llegase a la Tierra y lo llevó por órdenes superiores a Marte, ya que querían hablar con él allí. Allí se enteró de que la Alianza Terrestre y el presidente de la Alianza Interestelar, John Sheridan, le eligieron para servir como comandante a bordo del destructor Excalibur en busca de una cura para la plaga Drakh, una búsqueda que tiene como límite 5 años sabiendo que si no lo consigue hasta entonces, todos morirán en la Tierra. Para ello debe buscar al respecto por toda la galaxia y utilizar métodos dudosos e incluso peligrosos, si es necesario, una actitud que tiene capacidad de hacer a causa de lo ocurrido en el destructor Cerberus. En Marte recibió a su tripulación, entre ellos la Dra. Sarah Chambers y Dureena Nafeel y su lugarteniente de su nave de exploración. Durante su primera misión en Ceti 4 para capturar a Drakh que hay allí, él se encuentra con Max Eilerson, arqueólogo y linguista muy dotado que trabaja allí. Impresionado por sus habilidades, que le permiten además interrogar efectivamente a un prisionero Drakh, lo contrata para su misión.  Más tarde Galen se juntó a ellos, algo que alegra a Gideon, ya que le salvó la vida.
Para actuar efectivamente, Gideon utilizó Babylon 5 como base de operaciones para su nave. Allí se encontró también con Elizabeth Lochley, su comandante, con la que desarrolló una relación romántica. Entre otras cosas, recibió información sobre sus destinos de los Rangers y de una "caja de apocalipsis", un cofre misterioso que una vez ganó en un juego de cartas y que tiene información valiosa que Los Rangers no tienen. Gracias a ella él encuentra piezas de la cura. Durante la búsqueda, Gideon rastreó también una nave del mismo tipo que la responsable de destruir el Cerberus, la cual tiene tecnología de las sombras. La encontró con la ayuda de la caja y la venció. Sin embargo se autodestruyó cuando iba a ser investigada por su tecnología en esperanza de encontrar así la cura. Aun así, por el camino, Gideon encontró una señal respecto a la nave. Le lleva a una base secreta de la Fuerza Terrestre donde se estaba investigando y utilizando la tecnología de las Sombras para construir armamento avanzado incluso antes de la presidencia de Clark.
Dado que esto estaba prohibido por las leyes de la Alianza Interestelar, Gideon fue a Marte con su tripulación para dar a conocer su descubrimiento. Sin embargo, antes de que eso pudiera suceder, fue asesinado a tiros. Su conciencia se demoró temporalmente en la caja del apocalipsis. Sin embargo él puede ser salvado, mientras que la caja le da las últimas piezas de la cura, lo que posibilita la cura de la plaga.